# Diocesi di Amaura
La diocesi di Amaura (in latino: Dioecesis Amaurensis) è una sede soppressa e sede titolare della Chiesa cattolica.

## Storia
Amaura, identificabile con Amoura nell'odierna Algeria, è un'antica sede episcopale della provincia romana della Mauritania Cesariense.
Unico vescovo conosciuto di questa diocesi africana è Urbano, il cui nome appare al 35º posto nella lista dei vescovi della Mauritania Cesariense convocati a Cartagine dal re vandalo Unerico nel 484; Urbano era già deceduto al momento della redazione di questa lista.
Dal 1933 Amaura è annoverata tra le sedi vescovili titolari della Chiesa cattolica; dal 6 maggio 2023 il vescovo titolare è Luis Alberto Migone Repetto, vescovo ausiliare di Santiago del Cile.

## Cronotassi

### Vescovi residenti
- Urbano † (menzionato nel 484)

### Vescovi titolari
- Etienne-Auguste-Germain Loosdregt, O.M.I. † (13 marzo 1952 - 13 novembre 1980 deceduto)
- Norbert Werbs † (7 gennaio 1981 - 3 gennaio 2023 deceduto)
- Luis Alberto Migone Repetto, dal 6 maggio 2023